# Stare Miasto (dzielnica Wrocławia)
Stare Miasto – była dzielnica samorządowo-administracyjna Wrocławia, ustanowiona 12 lutego 1952 r., jej funkcje 8 marca 1990 r. przejął w szerokim zakresie Urząd Miejski nowo powstałej Gminy Wrocław. Nazwa Stare Miasto przywoływana jest dla celów statystycznych, oraz funkcjonuje w organach administracji rządowej i specjalnej np. ZOZ, Urząd Skarbowy, Prokuratura, Policja, itp. Obszar dawnej dzielnicy Stare Miasto liczy 6,8 km² i według danych GUS z 31 grudnia 2019 r. zamieszkiwały go 46 372 osoby.
Granice dzielnicy stanowią: prawy brzeg Odry, dawny bieg Oławy, wschodni odcinek Fosy Miejskiej, ul. Dworcowa oraz linia kolejowa z Dworca Głównego w kierunku Poznania. Do dzielnicy należą osiedla: Stare Miasto (obejmuje także historyczne Nowe Miasto), Przedmieście Świdnickie  oraz Szczepin. Ostatnie z nich, zabudowane głównie wysokimi budynkami mieszkalnymi z lat 60. i 70., jest najliczniej zamieszkane, mimo że jego północna część pozostaje niezabudowana.